# Stand by me (ステレオポニーの曲)
「stand by me」は、日本のロックバンド・ステレオポニーの11作目のシングルである。

## 解説
タイトル曲は「小さな魔法」以来となるテレビアニメ主題歌、カップリングには、ロックバンド、serial TV dramaの「狼」をカバーし収録。

## 収録曲
1. stand by me
作詞/作曲：AIMI 編曲：ステレオポニー/BOND
MBS・TBS系アニメ『エウレカセブンAO』 エンディングテーマ。
2. 狼
作詞：伊藤文暁 作曲：新井弘毅 編曲
3. stand by me -Instrumental-
4. 狼 -Instrumental-
通常盤、初回生産盤はこの曲までの4曲のみ収録。
5. stand by me –アニメVer-
『エウレカセブンAO』作中で流されるTVサイズ版。「エウレカセブンAO盤」のみの収録、M-3。

### DVD
初回生産盤のみ付属。
1. 狼 (music video)

## 収録アルバム
- BEST of STEREOPONY (#1)